# Sojuz TMA-6
Sojuz TMA-6 byla ruská kosmická loď řady Sojuz, která v roce 2005 letěla k Mezinárodní vesmírné stanici (ISS). Na palubě lodi ke stanici přiletěli členové nové základní posádky ISS – Expedice 11 a v rámci 8. návštěvní expedice také italský astronaut Evropské kosmické agentury Roberto Vittori, který na stanici prováděl experimenty programu Eneide. Sojuz TMA-6 zůstal od dubna 2005 připojen ke stanici jako záchranný člun. V říjnu 2005 kosmická loď přistála v Kazachstánu s Krikaljovem, Philipsem a vesmírným turistou Gregorym Olsenem.

## Posádka

### Členové posádky ISS – Expedice 11
- Sergej Krikaljov (6), velitel, RKK Eněrgija[1][2]
- John Phillips (2), palubní inženýr, NASA

### Pouze start
- Roberto Vittori (2), palubní inženýr, ESA

### Pouze přistání
- Gregory Olsen (1), účastník kosmického letu

V závorkách je uveden dosavadní počet letů do vesmíru včetně této mise.

### Záložní posádka
- Michail Ťurin, velitel
- Daniel Tani, palubní inženýr
- Robert Thirsk, palubní inženýr, CSA

## Popis mise

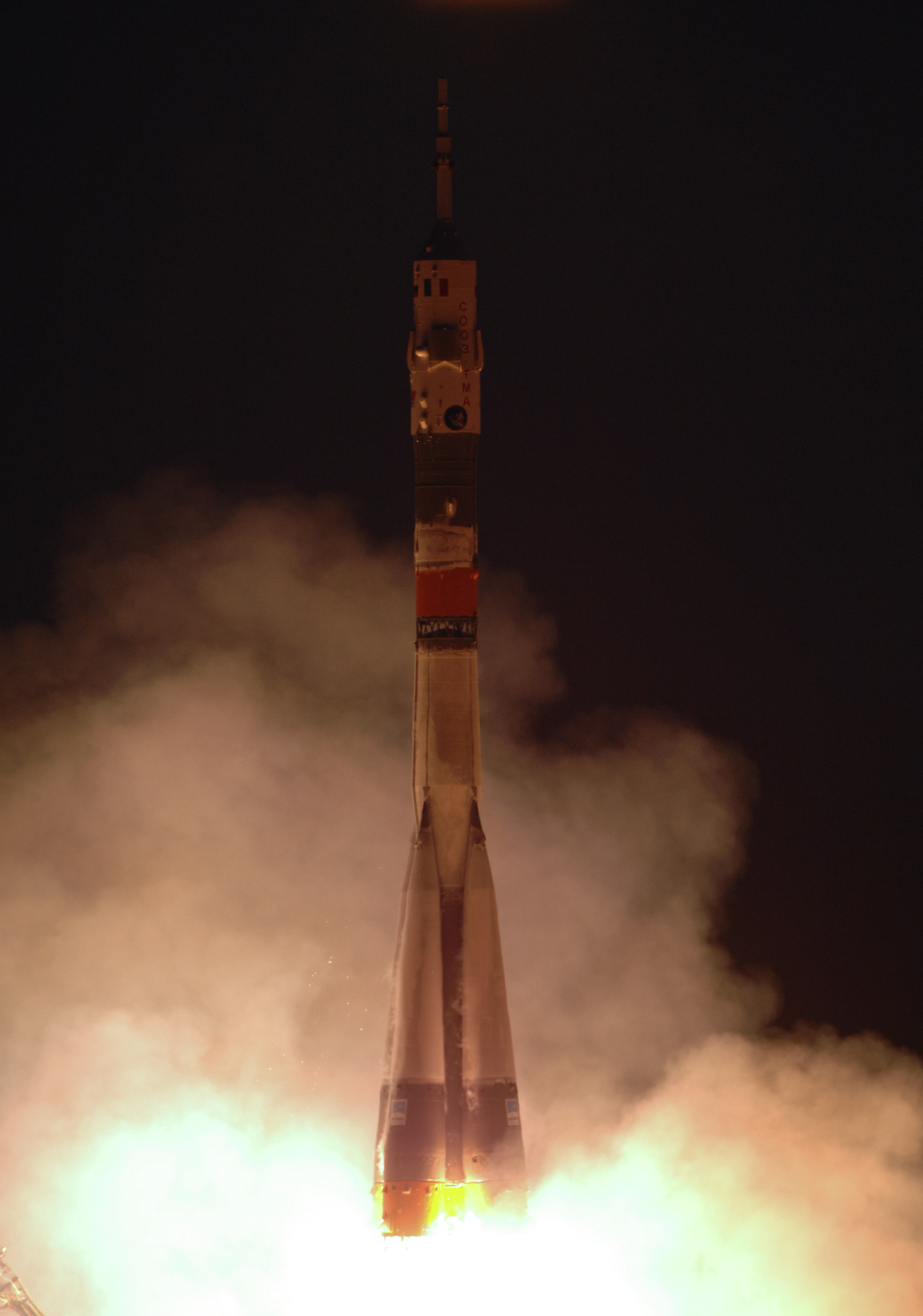
Start kosmické lodi Sojuz TMA-6

### Start, připojení k ISS
Start lodi proběhl 15. dubna 2005 v 00:46:26 UTC z kosmodromu Bajkonur v Kazachstánu a v 00:55:10 UTC se Sojuz úspěšně dostal na oběžnou dráhu. Po dvoudenním samostatném letu se Sojuz přiblížil k Mezinárodní vesmírné stanici a 17. dubna 2005 v 02:20:25 UTC se připojil v automatickém režimu k portu modulu Pirs. Sojuz TMA-6 zůstal u ISS jako záchranná loď.

### Přelet Sojuzu TMA-6
Dne 19. července 2005 nastoupili Krikaljov a Philips ve skafandrech do Sojuzu a odpoutali se s lodí od modulu Pirs. Důvodem bylo uvolnění přechodové komory modulu Pirs pro plánované výstupy do vesmíru. Kosmická loď se od ISS vzdálila a přeletěla k modulu Zarja, kde zakotvila.

### Přistání
10. října 2005 se kosmická loď Sojuz TMA-6 vydala k Zemi. Její posádka ve složení Krikaljov, Philips a vesmírný turista Gregory Olsen (který na stanici přiletěl v Sojuzu TMA-7) nastoupila ve skafandrech do kosmické lodi a po kontrole hermetičnosti uzavřených průlezů odpojila ve 21:49 UTC Sojuz od orbitálního komplexu. Po zahájení brzdícího manévru a odhození obytné a přístrojové sekce vstoupila loď 11. října 2005 v 00:46 UTC ve výšce 101,8 km do atmosféry. Loď bez problémů přistála v 01:09 UTC na území Kazachstánu 58 km severovýchodně od města Arkalyk.